# Rekonstruktion
Rekonstruktion ist der Vorgang des neuerlichen Erstellens oder Nachvollziehens von etwas mehr oder weniger nicht mehr Existierendem oder Unbekanntem, beispielsweise eines verloren gegangenen Werkes der Musik, Literatur oder Kunst, eines zerstörten Gebäudes, eines Tathergangs oder eines Datenbestandes. Der Begriff Rekonstruktion bezeichnet sowohl den Vorgang als auch dessen Ergebnis.
Beim Rekonstruieren ist es unabdingbar, sich an erhaltenen Fragmenten, Quellen oder auch nur Indizien zu orientieren. Unabhängig von Menge und Qualität der Annahmen hat eine Rekonstruktion immer hypothetischen Charakter.
Abweichend von dieser allgemein gültigen Definition wurde der Begriff im Sprachgebrauch in der DDR auch für „Ersatz“ oder „Erneuerung“ und „Modernisierung“ im Sinne von Sanierung verwendet, siehe dazu auch Reko-Lokomotive.

## Beispiele für Rekonstruktion

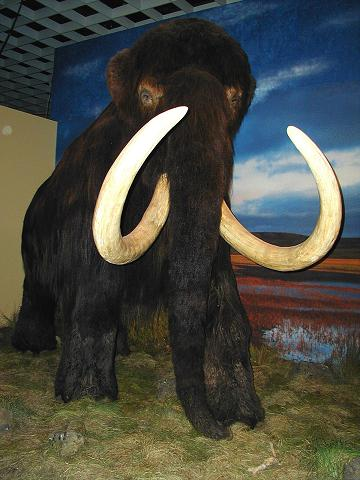
Mammut in einer Lebendrekonstruktion

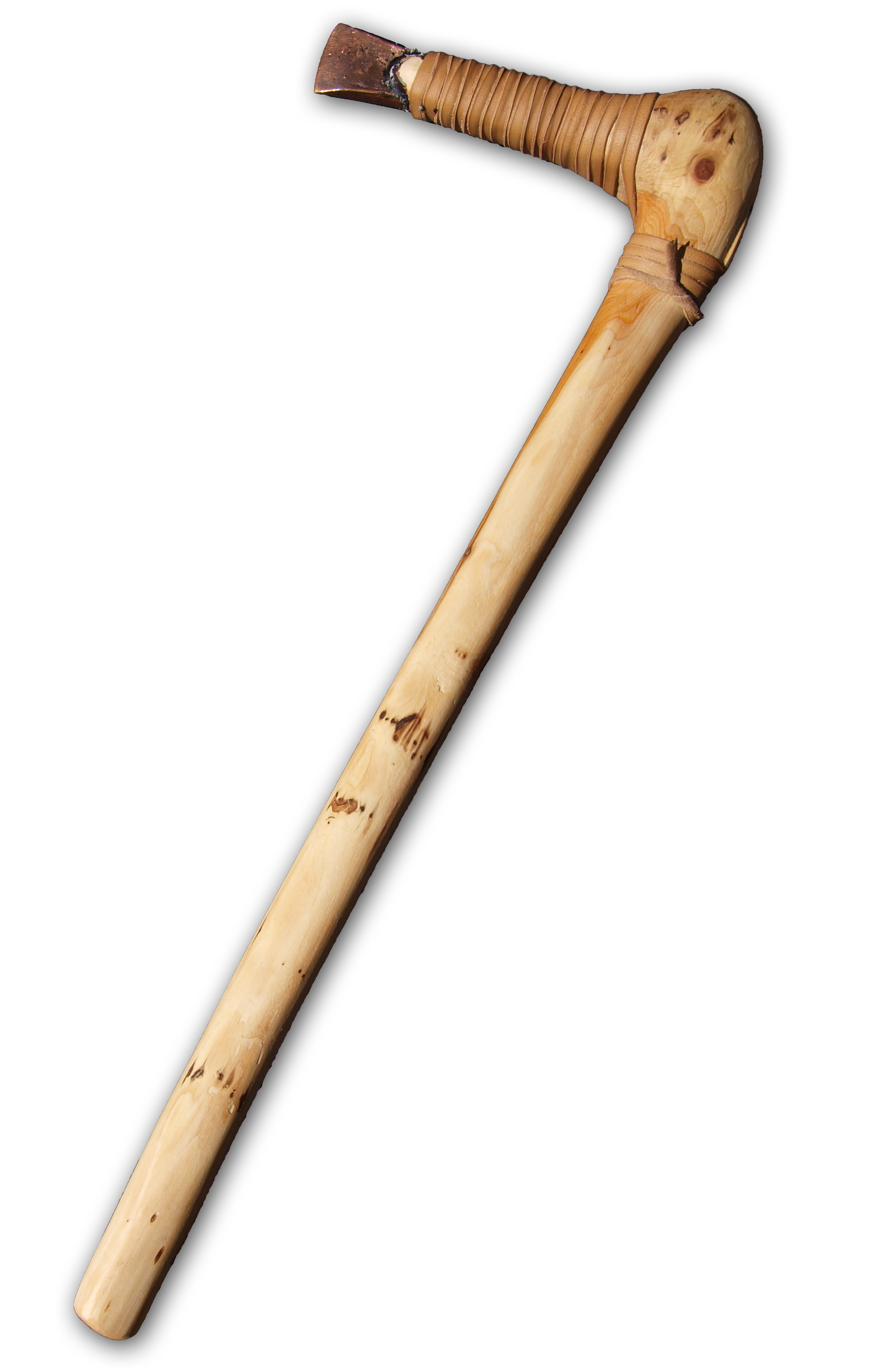
Rekonstruktion der Kupferaxt des Ötzi

- Klassische Archäologie: Rekonstruktion der farbigen Bemalung der Marmorskulpturen des antiken Griechenlands, wie sie erstmals ab Ende 2003 in der Ausstellung Bunte Götter in der Glyptothek in München zu sehen war.
- Historische Rekonstruktion: Verfolgt als methodische Ansatz der Geschichtswissenschaft, die Analyse und Interpretation von Quellen, Zeugenaussagen, materiellen Hinterlassenschaften und anderen relevanten Daten, ein möglichst genaues Bild vergangener Ereignisse und gesellschaftlicher Strukturen zu rekonstruieren; Ziel, nicht nur die Chronologie von Ereignissen zu verstehen, sondern auch deren Ursachen, Auswirkungen und das Verständnis der damaligen Zeitgenossen zu erfassen.
- Rekonstruktion von Architektur: Teilweise oder vollständige Wiederherstellung von Baudenkmalen, historischen Gebäuden oder Gebäudeteilen
- Rekonstruktion ausgestorbener Tiere wie zum Beispiel der Dinosaurier aufgrund von Knochenfunden und Erkenntnissen aus der Biologie
- Rekonstruktion der Klimageschichte durch Verfahren der Paläoklimatologie auf Basis von Klimaarchiven.
- Rekonstruktion der Tektonik von Gebirgen oder der Bildung des Meeresbodens
- Gemmologie: Mit einem Klebemittel (meist Kunstharz) zusammengesetzte Schleifabfälle und kleinere Bruchstücke von Schmucksteinen.
- Rekonstruktion von Musik; Beispiel: Der „Schwanengesang“ von Heinrich Schütz, wo zwei von acht Stimmen ergänzt werden mussten, was aber aufgrund musikalischer Regeln mit einiger, wenn auch nicht letzter Zuverlässigkeit gelang.
- Rekonstruktion eines Tathergangs, zum Beispiel vor Gericht
- Rekonstruktion von Gesichtern (Gesichtsweichteilrekonstruktion) oder der Körpergestalt in der Kriminologie, aber auch in der Anthropologie
- Rekonstruktive Methoden der Medizin zur Wiederherstellung von Körperteilen in Funktion oder Aussehen, als Fachdisziplin die Prothetik (etwa Rekonstruktive Implantologie der Zahnheilkunde, Plastische Chirurgie, und anderes)
- Sprachwissenschaft: Rekonstruktion nicht direkt überlieferter Sprachen
- Rekonstruktion als Übungsmethode im Hochschulunterricht, u. a. zur Examensvorbereitung, zum Beispiel Gliederungs-, Tabellen- und Textrekonstruktion (Umwandeln von bewusst unlogisch umgestellten Gliederungen, von unvollständigen, zum Teil geschwärzten Tabellen oder von Texten mit Leerstellen in die richtige bzw. in eine sinnvolle Version)[2]
- In der Datenverarbeitung ist Rekonstruktion die Wiederherstellung durch die Signalübertragung oder durch Altersschäden in der Archivierung verlorengegangener Daten. Dazu wurden redundante Datensicherungstrategien verwendet.
- In der Signalverarbeitung die Umwandlung eines abgetasteten diskreten Signals in ein analoges Signal, siehe auch Rekonstruktionsfilter
- rationale Rekonstruktion bezeichnet ein Verfahren innerhalb des empirisch-analytischen Wissenschaftsansatzes, mit dem unter Auslassung von normativen Elementen und Schließung logischer Sprünge, auch Theorien der Politischen Philosophie und Ideengeschichte für diesen Ansatz nutzbar gemacht werden
- Rekonstruktion in der Mathematik von Funktionen. Hier geht es darum, mit gegebenen Informationen eine komplette Funktionsvorschrift zu erlangen.[3]
- Unfallrekonstruktion